# Dér Tamás (politikus)
Dér Tamás (Kaposvár, 1966. május 15.) a Kaposvári Sportközpont és Sportiskola igazgatója, 2014 és 2024 között Kaposvár város alpolgármestere.

## Életrajz
A kaposvári Táncsics Mihály Gimnáziumi érettségi után a pécsi Janus Pannonius Tudományegyetem tanárképző szakán földrajz – testnevelés szakos diplomát szerzett 1991-ben. Ugyanebben az évben edzői végzettséget szerzett kosárlabda sportágban. 1996-ban barátaival megalapította a Zöldpont Életmódklubot, melynek alapításakor elnöke, majd később tagja lett. Az egyesület ma is szerves része Kaposvár szabadidősportjának.
1998-tól az Eötvös Loránd Műszaki Középiskola tanáraként dolgozott, majd igazgató helyettese lett. 2002. július 1-jétől a Városi Sportcsarnok és Létesítményei igazgatója (ma Kaposvári Sportközpont és Sportiskola), illetve 2011 óta a sportiskolát is ő igazgatja. Alelnöke a Sportlétesítmények Magyarországi Szövetségének, valamint elnökségi tagja a Sportiskolák Országos Szövetségének. 2006 októberétől választott képviselője Kaposvár közgyűlésének. 1998-ban a Területfejlesztési Tanács megbízásából a Regionális Ifjúsági Tanács munkájában vett részt, 1999-től 2002-ig elnöke volt. Fidesz-tag, 2007-től a városi elnök volt, egészen 2017-ig. A Fidesz Országos Választmányának tagja. 2014-ben Kaposvár alpolgármesterévé választották. Dér Tamás a Kaposvári Rákóczi FC elnöki tisztét is betöltötte a klub előző kft.-jének megszűnéséig. és tagja a Sportlétesítmények Magyarországi Szövetsége elnökségének. Egyik kidolgozója volt a Nemzeti Sportlétesítmény-fejlesztési Stratégiának.
Két gyermeke van, Orsolya és Ádám.

## Pályafutása
2002-től a Városi Sportcsarnok és létesítményei igazgatója lett. Igazgatósága alatt építették meg a jégcsarnokot, felújították a sportcsarnokot és megépítették a Kaposvár Arénát. A létesítmények ma a Kaposvári Sportközpont és Sportiskolához tartoznak. 2014-től lett alpolgármester Kaposváron, mely pozíció betöltésére Szita Károly polgármester kérte fel. A Németh István program számos beruházását személyesen felügyelte.

## Díja, elismerései
- Takács Tamás-emlékdíj, 2014

A Sportlétesítmények Magyarországi Szövetségének szakmai díját olyan vezetők kaphatják meg, akik lelkesen, nagy szakmai hozzáértéssel vesznek részt a szövetségi munkában és a sportélet szervezésében.